# Komor Vilmos
Komor Vilmos (született Kohn) (Budapest, 1895. május 12. – Budapest, 1971. szeptember 28.) Liszt- és Kossuth-díjas karmester.

## Élete, munkássága
A Budapesti III. Kerületi Magyar Királyi Állami Főgimnáziumban tanult 1904 és 1907 között. Hegedülni a Nemzeti Zenedében tanult, majd 1920-ban az Operaház zenekarának brácsása lett. 1921-től a budapesti Filharmóniai Társaság Zenekarának titkára, karmestere volt, ám 1928-ban eltávolították állásából. Operát először – beugróként, próba nélkül – a bécsi Volksoperben vezényelt, a Lohengrint. A pesti Operából való távozása után a Városi Színház karmestere lett, ahol az operettek mellett saját betanításában operákat állított színpadra, amelyekben gyakran felléptek a kor ünnepelt operaénekesei, például Beniamino Gigli, Giacomo Lauri-Volpi, Fjodor Saljapin, Alpár Gitta, Németh Mária. Érdekesség, hogy egy ilyen, Komor által vezényelt Rigoletto-előadáson bukott meg Budapesten Amelita Galli-Curci. A Városi Színház csődjét követően különböző fővárosi és vidéki színházakban vezényelt operákat, operetteket. Az ő dirigálásával valósult meg Fényes Szabolcs Maya című operettjének ősbemutatója és Ábrahám Pál művének, a Bál a Savoyban hazai bemutatója.
Még 1923-ban – főleg operaházi zenészekből – megszervezte a Budapesti Kamarazenekart, amellyel a barokk és klasszikus műveken kívül számos kortárs szerző modern művét is bemutatta. Például ő mutatta be Bartók Béla Falun című művének zenekari változatát. Zenekarával megkezdte a nagy sikert aratott állatkerti szabadtéri hangversenyek és operaelőadások sorozatát. Zenekarával gyakran fellépett a rádióban, és több hanglemezfelvételük is készült.
A zsidótörvények szinte lehetetlenné tették fellépéseit, ezért 1939-től az OMIKE Művészakció művészeti vezetőjeként tevékenykedett, és a háború alatt számos kitűnő előadást állított színpadra a Wesselényi utcai Goldmark Teremben.
1945-ben az Operaház karmestere lett, ahol először a háromtagú vezetőség megbízásából lépett fel vendégként, majd az 1946-ban kinevezett Tóth Aladár igazgató szerződéssel alkalmazta az általa becsült és a „tömegek fáradhatatlan zenei nevelőjé”-nek nevezett karmestert. Komor Vilmos egészen a haláláig az operaház karmestere volt, és nevéhez számos kiemelkedő operaelőadás fűződik. Az 1950-es években a Gördülő Opera előadásait vezényelte vidék helyszíneken. Az utókor főleg Erkel-karmesterként emlékszik rá a Hunyadi László és a Bánk bán nagyszerű előadásai nyomán, de emlékezetesek voltak – többek között – Gounod Faustjának, Verdi Aidájának, Álarcosbáljának és Don Carlosának, Wagner Tannhäuserének, Donizetti Lammermoori Luciájának és a Don Pasqualénak az előadásai is. Munkabírására és szellemi frissességére jellemző, hogy Wagner Trisztán és Izoldáját 75 éves korában vezényelte először. Operakarmesterként különösen sikeres volt az NDK operaházaiban (Berlin, Drezda, Lipcse), a lipcsei Gewandhausban egy ideig főigazgató is volt. Operai elfoglaltságán túl – még idősebb korában is – szimfonikus hangversenyeken is vezényelt, főleg 20. századi műveket.
Emlékét a Komor Vilmos Baráti Kör őrzi, amely lánya, Komor Ágnes hárfaművész kezdeményezésére jött létre. Komor-plakettet is alapítottak, amit minden évben az Operaház zenekarának egy fiatal zenésze, korrepetitora vagy karmestere kap meg.

## Elismerései

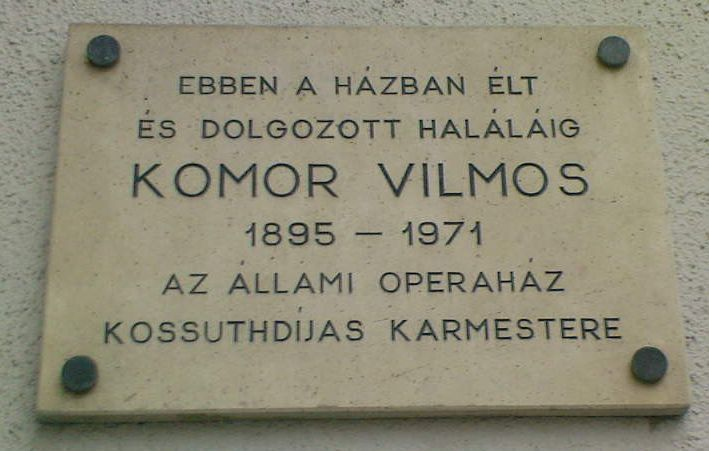
Komor Vilmos emléktáblája (Budapest, Andrássy út 2.)

- Liszt Ferenc-díj (1952)
- Érdemes művész (1953)
- Kossuth-díj (1963)

## Hangfelvételeiből
Komor Vilmos hangfelvételeiből a Hungaroton többet CD-n is kiadott:
- Faust – Hoffmann meséi – Aida – Felhívás keringőre – Traviata – Carmen részletek. Komor Vilmos, Lehel György, MRT Szimfonikus Zenekara, Állami Operaház Zenekara, Erdélyi Miklós, Németh Gyula, Varga Pál
- Richard Wagner: A walkür – Az istenek alkonya – Lohengrin – A bolygó hollandi – Tannhäuser részletek. Budapesti Filharmóniai Társaság Zenekara, MRT Énekkara, Magyar Állami Operaház Zenekara, Ferencsik János, Hermann Abendroth, Lukács Miklós, Komor Vilmos, Erdélyi Miklós, Svéd Sándor, Szőnyi Olga
- Gounod: Faust részletek. Fodor János, Komor Vilmos, Koródy András, Mátyás Mária, Pless László, Svéd Sándor, Szecsődy Irén, Udvardy Tibor, Varga Pál, Állami Operaház Ének- és Zenekara
- Mascagni: Parasztbecsület – Leoncavallo: Bajazzók. Budapesti Filharmóniai Társaság Zenekara, Komor Vilmos, különböző előadók, Lukács Miklós, MRT Gyermekkara, Magyar Állami Operaház Énekkara
- Verdi: Kettősök. Fodor János, Komor Vilmos, Lukács Miklós, Magyar Állami Operaház Zenekara, Pless László, Réti József, Simándy József, Svéd Sándor, Székely Mihály, Tiszay Magda, Varga Pál
- Melis György. Magyar Állami Operaház Zenekara, Komor Vilmos, Melis György
- Erkel Ferenc: Bánk bán – Hunyadi László. Különböző előadók, Komor Vilmos
- A főszerepben: Simándy József. Különböző előadók, Komor Vilmos, Simándy József
- Fifty Years of Hungaroton – Conductors
- Stars of the Hungarian Opera Vol. 1–2. Különböző előadók, Komor Vilmos
- Ágay Karola: Soprano. Ferencsik János, Komor Vilmos, Magyar Állami Operaház Kórusa, Magyar Állami Operaház Zenekara, Barlay Zsuzsanna, Ágay Karola

## Származása
| Komor Vilmos (Budapest, 1895. máj. 12. – Budapest, 1971. szept. 28.) | Apja: Komor Jakab (Óbuda, 1869. febr. 19. – ?) kereskedő              | Apai nagyapja: Kohn Vilmos (Óbuda, 1821 – Óbuda, 1884. nov. 26.) kereskedő            | Apai nagyapai dédapja: Kohn Simon                                                   |
| Komor Vilmos (Budapest, 1895. máj. 12. – Budapest, 1971. szept. 28.) | Apja: Komor Jakab (Óbuda, 1869. febr. 19. – ?) kereskedő              | Apai nagyapja: Kohn Vilmos (Óbuda, 1821 – Óbuda, 1884. nov. 26.) kereskedő            | Apai nagyapai dédanyja: Schaklerl Regina                                            |
| Komor Vilmos (Budapest, 1895. máj. 12. – Budapest, 1971. szept. 28.) | Apja: Komor Jakab (Óbuda, 1869. febr. 19. – ?) kereskedő              | Apai nagyanyja: Holitsch Léni (Óbuda, 1832 – ?)                                       | Apai nagyanyai dédapja: Holitsch Joel                                               |
| Komor Vilmos (Budapest, 1895. máj. 12. – Budapest, 1971. szept. 28.) | Apja: Komor Jakab (Óbuda, 1869. febr. 19. – ?) kereskedő              | Apai nagyanyja: Holitsch Léni (Óbuda, 1832 – ?)                                       | Apai nagyanyai dédanyja: Weisz Rozália                                              |
| Komor Vilmos (Budapest, 1895. máj. 12. – Budapest, 1971. szept. 28.) | Anyja: Bőhm Berta (Óbuda, 1875. aug. 28. – Budapest, 1951. márc. 17.) | Anyai nagyapja: Bőhm Jónás (Óbuda, 1849 – Budapest, 1913. okt. 22.) kereskedő         | Anyai nagyapai dédapja: Bőhm Salamon ezüstműves                                     |
| Komor Vilmos (Budapest, 1895. máj. 12. – Budapest, 1971. szept. 28.) | Anyja: Bőhm Berta (Óbuda, 1875. aug. 28. – Budapest, 1951. márc. 17.) | Anyai nagyapja: Bőhm Jónás (Óbuda, 1849 – Budapest, 1913. okt. 22.) kereskedő         | Anyai nagyapai dédanyja: Sternthal Rozália                                          |
| Komor Vilmos (Budapest, 1895. máj. 12. – Budapest, 1971. szept. 28.) | Anyja: Bőhm Berta (Óbuda, 1875. aug. 28. – Budapest, 1951. márc. 17.) | Anyai nagyanyja: Schlesinger Júlia (Óbuda, 1855. máj. 15. – Budapest, 1897. okt. 29.) | Anyai nagyanyai dédapja: Schlesinger Simon (1823 – Óbuda, 1883. máj. 10.) kereskedő |
| Komor Vilmos (Budapest, 1895. máj. 12. – Budapest, 1971. szept. 28.) | Anyja: Bőhm Berta (Óbuda, 1875. aug. 28. – Budapest, 1951. márc. 17.) | Anyai nagyanyja: Schlesinger Júlia (Óbuda, 1855. máj. 15. – Budapest, 1897. okt. 29.) | Anyai nagyanyai dédanyja: Krausz Rozália                                            |